# Route nationale 147
Die Route nationale 147, kurz N 147 oder RN 147, ist eine französische Nationalstraße.

## In Tabellenform
| Position | höchste zulässige Gesamtgeschwindigkeit | Fahrbahnen | Typ                          | Abschnitt                      | Längengrad | Breitengrad |
| -------- | --------------------------------------- | ---------- | ---------------------------- | ------------------------------ | ---------- | ----------- |
| 1        | 120                                     | 2          | Beginn an Kreisverkehr       | Fleuré (süd)                   | 46.4564    | 0.5588      |
| 2        | 120                                     | 2          | Vollständige Anschlussstelle | Fleuré (süd)                   | 46.4861    | 0.5173      |
| 3        | 120                                     | 2          | Normaler Abschnitt           | la Fauchonnerie                | 46.4926    | 0.4967      |
| 4        | 120                                     | 2          | Ende an Straße               | RD1                            | 46.5042    | 0.4750      |
| 5        | 120                                     | 2          | Planung                      | Mignaloux                      |            |             |
| 6        | 120                                     | 2          | Beginn an Straße             | Mignaloux-Beauvoir             | 46.5532    | 0.3995      |
| 7        | 120                                     | 2          | Vollständige Anschlussstelle | Mignaloux-Beauvoir/Universität | 46.5650    | 0.3984      |
| 8        | 120                                     | 2          | Vollständige Anschlussstelle | Poitiers                       | 46.5743    | 0.3978      |
| 9        | 120                                     | 2          | Vollständige Anschlussstelle | Poitiers/rte de Bonnes         | 46.5842    | 0.3930      |
| 10       | 120                                     | 2          | Vollständige Anschlussstelle | Poitiers                       | 46.5977    | 0.3909      |
| 11       | 120                                     | 2          | Vollständige Anschlussstelle | Montamisé-Buxerolles           | 46.6111    | 0.3892      |
| 12       | 120                                     | 2          | Vollständige Anschlussstelle | Buxerolles                     | 46.6138    | 0.3873      |
| 13       | 90                                      | 1          |                              | Clain                          | 46.6177    | 0.3591      |
| 14       | 90                                      | 1          | Vollständiges Kreuz          | N 10-N147                      | 46.6195    | 0.3513      |
| 15       | 120                                     | 2          | Vollständige Anschlussstelle | A 10                           | 46.6197    | 0.3407      |
| 16       | 90                                      | 1          |                              | Migné-Auxances                 | 0.3513     | 46.6197     |
| 17       | 90                                      | 1          | Teilausgebautes Dreieck      | N 149-N147                     | 0.3407     | 46.6168     |

## Aktueller Straßenverlauf
Die aktuelle Nationalstraße 147 verläuft nur noch zwischen Poitiers und Limouges, was ein Teilstück ihrer 1824 festgelegten Führung ist.

## Historischer Straßenverlauf
Die historische Nationalstraße 147 wurde 1824 zwischen Saumur und Limoges festgelegt. Sie geht auf die Route impériale 167 zurück. Ihre Gesamtlänge betrug daher in den Jahren 1824 bis 1973 insgesamt 217,5 Kilometer. 1973 wurde sie bis Angers verlängert und die Gesamtlänge vergrößerte sich dadurch auf 268 Kilometer. Dabei ersetzte sie die Nationalstraße 152 zwischen Angers und Saumur, nur dass ihre Führung über die Trasse der Nationalstraße 138 bis Longué-Jumelles und von dort über hochgestufte Départementstraßen führte. Außerdem wurde die Straße zwischen Saumur und Loudun über Montreuil-Bellay geführt. Dazu wurden die Nationalstraßen 138 und 761 umgewidmet:
- D 61 Angers – Monceau (kurzzeitig N138)
- D 4 Monceau – Longué-Jumelles (kurzzeitig N138)
- N 138 Longué-Jumelles – Saumur
- N 138 Saumur – Montreuil-Bellay
- N 761 Montreuil-Bellay – Loudun
- N 147 Loudun – Limouges

2006 erfolgte die Abstufung des Abschnittes zwischen Angers und Poitiers.